# Битва при Чокджинпхо
Битва при Чокчинпхо (кор. 赤珍浦海戰, 적진포 해전 Чокчинпхо хэджон, яп. 赤珍浦の戦い) — морское сражение, состоявшееся между японским и корейским флотом в бухте Чокджинпхо корейского острова Коджедо в ходе Имдинской войны. Третья битва первой кампании Ли Сунсина.

## Краткие сведения
После победы в ночной битве при Хаппхо 17 июня 1592 года, объединённая эскадра флотов провинций Чолладо и Кёнсандо под командованием Ли Сунсина и Вон Гюна получила сведения, что в соседней бухте Чокджинпхо находятся 13 японских кораблей. Утром того же дня японцы заметили противника, который превосходил их численно, и начали отступать в направлении города Чинхэ. Корейский флот преследовал их и в погоне смог потопить 11 вражеских судов. Более 2 тысяч японских солдат погибло. Незначительная часть успела сойти на берег и спастись от корейской корабельной артиллерии в горах.
Битва при Чокджинпхо была третьей победой корейских вооруженных сил в Имдинской войне.